# Синдром на Даун
Синдром на Даун, или познат в генетиката като синдром тип тризомия 21, е заболяване с рядка поява в обичайната честота на заболяванията или геномна аномалия основно при деца. То е заболяване със сериозни симптоми, които се отнасят както до видимо силно занижено умствено развитие, сериозни проблеми със сърцето, видими проблеми с подредбата, растежа на зъбите и други, които често са причина това заболяване да се приема като много сериозно. 
Генетичното заболяване се дължи на появата на трета хромозома в 21-вата хомоложна двойка, оттам и терминът „тризомия 21“. Успоредно с типичните за болестта симптоми на телесни аномалии, се наблюдават и намаляване на способностите на възприемане, умствена изостаналост, вродени сърдечни пороци.
Утрояването на хромозома 21 се получава при необичайно делене на оплодената яйцеклетка по време на митозата или мейозата, което довежда до появата на допълнителен генетичен материал. Всичко това води до аномалии в развитието на тялото и различия в степента на възприятие.
Различните форми на тризомия 21 се получават случайно и могат да се унаследят, само ако майката на детето също има синдром на Даун. Във всеки случай, възможно е да настъпи синдром на Даун в поколението при фамилна обремененост, която се изразява в следното: родителите нямат синдром на Даун, но единият от тях има симетрична транслокация (симетрична промяна в хромозома 21 или части от нея, която не довежда до промяна в количеството на генетичния материал).

## История
Английският невролог и фармацевт Джон Лангдън Даун (чието име носи синдромът в наши дни) описва през 1866 първия случай на този синдром, като самостоятелен, разграничен от останалите заболявания и увреждания. Той въвежда и термина „монголизъм“, като нарича болните „монголоидни идиоти“, поради типичните им заоблена форма на лицето и очи във форма на бадем – белези, присъщи на монголоидната раса.
Тези оприличавания днес се смятат за дискриминиращи и вече не се използват от специалистите. Една основна причина за това е вземане под внимание жителите на Монголия: с единодушно решение на парламента на Монголия отнесено към Световната здравна организация от 1965 да не се използва този термин, поради негативното му и расистко значение.
Едва през 1959 г., 63 години след смъртта на Даун, френският генетик Жером Льожон (Jérôme Lejeune) установява причините за синдрома: той открива, че във всяка клетка на носителите на синдром на Даун има по 47, вместо обичайните 46 хромозоми, т.е. при една от хромозомите се наблюдава утрояване (тризомия) вместо удвояване, но не успява да открие коя е тя. По-късно се доказва, че изменението настъпва именно в 21-вата хромозома.
Изследванията на механизмите на образуване на тризомията сочат, че синдромът на Даун се унаследява.
Доказателства за това привеждат антрополозите Алфред Царнецки, Николаус Блин и Карстен Пуш от Тюбинген. Те доказват наличие на типични симптоми на Даун у жена, на възраст между 18 и 20 години, чийто скелет е намерен северозападно от Нюрнберг, Германия и датиращ отпреди 2550 години.
По време на националсоциализма в Германия са избити над 70 хил. души със синдром на Даун (Операция Т4).

## Причини

### Тризомия 21
При 95% от случаите причина за тризомия 21 е необичайното протичане на процеса мейоза, което се изразява в нехомогенно разделяне на хромозомите през първа или втора фаза на деленето.
Точната причина за объркването в деленето на клетката не е ясна. Тъй като 9 месеца след катастрофата в Чернобил рязко нараства броят на родените деца със синдром на Даун (от 0,3% на 1,2%), се предполага, че този феномен настъпва вследствие йонизиращо лъчение.
С напредване на възрастта на майката (както и стареенето на нейните яйцеклетки) се увеличава вероятността за раждане на дете със синдром на Даун. Предполага се, че като цяло увреждания в яйцеклетките, дължащи се на облъчване или на естествения процес на стареене, увеличават възможността за грешка при мейозата.
В тесен смисъл тризомия 21 не се предава наследствено.

### Форми на тризомия 21
1. Свободен тип: тази форма се наблюдава при неделене през втора фаза на мейозата. В случай на тризомия, гаметата (яйцеклетка или сперматозоид) е произвела допълнително копие от 21-вата хромозома, т.е има 24 вместо 23 хромозоми. След сливане с гамета от другия родител, ембрионът има 47 вместо 46 хромозоми като от 21-вата има 3 броя. Кариотипът изглежда така: 47,XX+21 съотв. 47,XY+21. Приблизително 95% от хората със синдром на Даун имат този тип на заболяването – във всички клетки на тялото има по 3 броя хромозоми 21, като в 88% от случаите това се дължи на грешка в майчината гамета и 8% – в бащината. Възможно е да се допусне грешка в диагностицирането, т.е свободната тризомия 21 да се сбърка с мозаичната. Практиката сочи, че при 70% от случаите на поставяне на диагноза на свободна тризомия, последващи хромозомни изследвания доказват мозаичен тип.
2. Транслокационен тип: От 3 до 4% от хората със синдром на Даун имат този тип, при който, освен че се наблюдава утрояване, допълнителната от тройката хромозоми 21 се свързва друга хромозома – най-често с номера 13, 14, 15 или 22, рядко със самата себе си. Такова удължаване на хромозомите в генетиката се означава като транслокация. Кариотипът например при транслокация на Робъртсън е по-дългото рамо на 21-вата хромозома се свързва с 14-ата хромозома – 45,XX,t(21;14)(q10;q10) съотв. 45,XY,t(21;14)(q10;q10). Човек с този тип транслокация е напълно нормален, но при създаване на поколение е възможно в неговата гамета да се утрои 21-вата хромозома и детето да е със синдром на Даун. В този случай възрастта не е от значение и наследствения фактор може да се прояви както от майката, така и от бащата.
3. Мозаичен тип: мозаичната тризомия 21 е вследствие неделене при митозата. Наблюдава се при 1 – 2% от хората със синдром на Даун. В генетиката за мозаична структура се говори, когато клетките имат различен кариотип – в случая това означава, че не във всяка клетка на тялото се среща утрояване на 21-вата хромозома, т.е освен мутирали, има и нормални клетки. Мозаичната тризомия 21 се проявява едва след първото делене на оплодената яйцеклетка. Тъй като има клетки с два различни кариотипа, възможно е при първоначалните хромозомни изследвания да се попадне само на мутирали клетки, което да доведе до диагноза тризомия 21 свободен тип (виж горе), въпреки че се касае за мозаичен тип. Някои учените смятат, че 30% от хората със синдром на Даун не знаят, че всъщност имат мозаична тризомия, тъй като първоначално е диагностицирана свободната форма на заболяването. Отчасти при мозаичния тип симптомите на заболяването са в някаква зависимост от броя на нормалните клетки, т.е при по-малък брой мутирали клетки съответно и симптомите на болестта не са ярко проявени. Определянето на степента на заболяването зависи от конкретния случай. Кариотипът на мозаична тризомия 21 е: 46,XX/47,XX+21 съотв. 46,XY/47,XY+21.
4. Частична: този тип се среща изключително рядко, известни са по-малко от стотина случаи в цял свят. При хора с частичен синдром на Даун хромозоми 21 във всички клетки са по две, а утрояването се изразява в удължаване (по-точно удвояване дължината) на част от едната хромозомна двойка – т.е едната от двете хромозоми е до два пъти по-дълга, което води до утрояване на част от наследствения материал. Частичната тризомия играе важна роля в науката. Изследва се каква е връзката между тризомията на отделните части и самите гени като цяло, тъй като и при тази форма на болестта се наблюдават по-леко изразени симптоми на заболяването, но и тук има характерни особености при всеки конкретен случай. Кариотипът на частична тризомия 21 изглежда така: 46,XX(21)(q23.2;q22.11) съотв. 46,XY(21)(q23.2;q22.11)) или (46,XX,dup(21q)).

Счита се, че тризомия 21 като цяло не се унаследява. Само при транслокационния тип е възможно при 30% от случаите да се докаже фамилна обремененост, а именно, когато един или двамата родители имат т.нар. симетрична транслокация на 21-вата хромозома, въпреки че кариограмата на последните се различава по численост и структура на хромозомите (има 45 вместо 46 отделни хромозоми и едната е по-дълга от останалите, вследствие транслокацията), наследствената информация е симетрична (еднакво, по равно разпределена) и тези хора са напълно нормални, т.е нямат синдром на Даун. Особеността при симетричната транслокация се състои в това, че една от хромозомите 21 си сменя мястото и се слива с хромозома от друга двойка. С това се увеличава вероятността при следващо делене, новите клетки да имат утроена 21-ва хромозома.
Когато единият родител е носител на симетрична транслокация, при която има свързване на 21-вата хромозома с хромозоми 13, 14, 15 или 22, теоретичната вероятност детето да има транслокационна тризомия 21 (21/13, 21/14, 21/15 или 21/22) е 25%. Ако транслокацията се изразява в свързване на 21-ва хромозома със себе си (21/21), тогава вероятността детето да унаследи тризомията е 100%.

## ICD10-кодове
| код   | значение                                                               |
| ----- | ---------------------------------------------------------------------- |
| Q90.0 | Тризомия 21, неделене при мейозата                                     |
| Q90.1 | Тризомия 21, мозаична (неделене при митозата)                          |
| Q90.2 | Тризомия 21, транслокация                                              |
| Q90.9 | синдром на Даун, който не е напълно доказан                            |
| O35.1 | наблюдение на бременна при (предполагаема) хромозомна аномалия в плода |

## Честота
Тризомия 21 е една от най-често срещаните хромозомни аномалии при новородените. В зависимост от възрастовата група на майката средно честотата е в граници 1:500 до 1:800. Синдром на Даун засяга по-често момчетата в сравнение с момичетата в съотношение 53:47. В Германия се наблюдават разлики през различните години, например 57,2:42,9 (1974) и 54:46 (2000), но не е изяснено на какво се дължи разминаването.
Статистиката показва, че с увеличаване възрастовата граница при майката, расте и вероятността новороденото да има синдром на Даун. Това най-вероятно се дължи на стареенето на яйцеклетките в майчиния организъм, което може да доведе до повече грешки при деленето по време на мейозата.
Вероятността жена на възраст до 25 години да роди дете със синдром на Даун е под 0,1%, до 35 г. е 0,3%, до 40 г. – 1%, а над 48 г. вероятността се покачва драстично на 9%. Въпреки това живородените деца със синдром на Даун в западната хемисфера са от майки под 35-годишна възраст, защото на по-младите бременни по-рядко се правят подробни изследвания на ембриона: едно статистическо изследване през периода 1992 – 1996 г. (на Бинкерт, Мутър, Шинцел, от 1999) показва, че пренатално 1/4 от децата с тризомия 21 на майки във възрастова група от 25 – 29 години са изследвани, а децата със синдром на Даун на майките от 30 – 34 години, които са изследвани преди раждането са около 1/3. След поставяне на диагноза и консултация 5,5% от майките износват бебетата. Според друга студия от 1988 – 1997 (на Акерман, Адор, Шинцел, от 2000 г.) като цяло в 53% от случаите аномалията се открива преди раждането, след което 84% от майките решават да направят аборт, 3% имат спонтанен аборт, 3% от децата са мъртвородени, а 10% са живородени, т.е 10% от майките износват бебетата.
При фамилна обремененост расте вероятността да се засегне от синдром на Даун една многоплодна бременност. Тъй като с възрастта започва приемане на хормони и прочее други мерки за увеличаване на репродуктивността, в повечето случаи това довежда до многоплодна бременност – унаследяването и възрастта като фактори допринасят за голяма вероятност всички деца, родени при една такава бременност да са с тризомия 21.
Във Великобритания в националния регистър по цитогенетика за деца, родени със синдром на Даун, през 2003 са регистрирани общо 244 двойки близнаци; при 29 двойки от тях (11,8%) и двете деца са с тризомия 21 (едната двойка е била разнояйчни близнаци – момиче/момче). При регистрираните 9 тройки тризнаци, поне едно от трите деца е родено със синдром на Даун.

## Поставяне на диагноза – отличителни белези

### Преди раждането
Във връзка с развиващите се възможности за изследване на бременността (пренатална диагностика) и документиране на откритите особености и различия, все по-често лекарите успяват да прогнозират синдром на Даун. Има много признаци и симптоми, които особено при комбинация един с друг могат да означават наличие на тризомия 21 у нероденото – те могат да се потвърдят при изследване на кръвта или ултразвук:
- порок на сърцето
- значително умален плод (проблеми с растежа, често обусловени от порок на сърцето)
- сравнително малка глава на бебето в съответствие с тялото (микроцефалия, бебетата със синдром на Даун имат около 3% по-малка обиколка на главата от нормалното, черепът им е по-малък и има по-скоро сферична форма)
- сравнително по-малко разстояние между очните ябълки (хипотелоризъм)
- сравнително по-къси раменни кости
- сравнително уголемено разстояние между първия и втория пръст на крака
- недоразвита (хипопластична) кост на носа (чипият нос не е определящ, тъй като може да е родов наследствен фактор)
- недоразвита (хипопластична) или липсваща (апластична) средна фаланга на малкия пръст
- лека извивка на един или двата малки пръста на ръката по посока на средния пръст (камптодактилия), което е съпроводено едновременно със скъсяване на сухожилията и връзките между тях, което не позволява на пръста да бъде доведен в изпънато състояние (клинодактилия)
- чревна непроходимост (илеус, прекъсване на пасажа на храносмилателния тракт, поради запушване на чревния лумен, т.нар. феномен на двойното мехурче виж тук Архив на оригинала от 2012-12-21 в Wayback Machine.)
- ехографско усукване на червата (ехографско означава, че орган, тъкан или структура се виждат бледи на ехографска или ренгенова снимка)
- увеличено количество на околоплодната течност (полихидратация/някои бебета със синдром на Даун не пият никаква или почти не пият от околоплодната течност)
- „бели петна“ (феномен на топката за голф/ехографски фокус/точкообразни бели петна или удебелявания в някоя от сърдечните камери)
- концентрация на определени хормони в кръвта на бременната (количествата на хормоните AFP и E3 понякога са минимални, а β-hCG – обратно, със завишени стойности – нивата на тези хормони се установяват чрез троен скрийнинг през втория триместър)
- смущаващо задържане на течности в областта на тила при около 25 от 100 бебета (увеличаване на областта на тила с около 5 мм)
- леко увеличаване на бъбречните легенчета (с около 3 до 4 мм, в зависимост от гестационната седмица)

При нито едно бебе със синдром на Даун не са открити всички тези признаци. При повечето бебета пренатално се откриват около 1 до 3 симптома, а при някои не се откриват никакви симптоми, на базата на които категорично да се определи диагноза. Повечето от тези особености се откриват изключително трудно преди да се е родило бебето, за да може да им се отдаде значение.
Никой от тези симптоми не е достатъчен, за да се диагностицира синдром на Даун, дори и да се открият повече признаци едновременно – увеличава се вероятността за наличие на синдром на Даун. Еднозначна диагноза може да се постави само след хромозомни изследвания – амниоцентеза или биопсия, рядко чрез пункция в плацентата (кордоцентеза). Трябва да се има предвид, че тези изследвания носят различно висок риск от спонтанен аборт.
Изследователи от Стандфордския университет в Калифорния, САЩ, успяват да отделят свободни фрагменти от ДНК от кръвта на бременна жена и нейния плод, да ги размножат и да ги подредят в обичайните за човека 46 хромозоми. Оказва се, че ако плодът има синдром на Даун, тогава и количеството на допълнителните хромозомите е по-голямо в майчината кръв. Това високо съдържание може да се докаже само чрез новите методи за хромозомни изследвания, които доказват тризомия 21. Дискутира се дали подобни способи в бъдеще няма да изместят използваните инвазивни процедури (амниоцентеза, биопсия на тъканта около плода) или поне да сведат до минимум прилагането им.

### След раждането
След раждането при повечето бебета със синдром на Даун се установява наличие на различни телесни признаци, които могат да бъдат основа за по-ясна прогноза:
- наличие на трета фонтанела (при някои новородени близо до участъците, където черепните кости все още не са се сраснали, се наблюдава поява на трета фонтанела – по извивката на черепа, между малката и голямата фонтанели)
- извити навън и нагоре клепачи (които придават на окото форма на бадем)
- бели, светлосиви или светложълти петна по външната част на ириса на окото
- малка сърповидна бръчка по вътрешния ъгъл на окото
- съединяване на линията на сърцето и главата в една дълбока бразда на дланта (при 75 на 100 от децата /виж тук)
- уголемено разстояние между първия и втория пръст на крака
- мускулна хипотония (намаляване мускулното напрежение, повечето бебета имат трудности при сукането, лесно се уморяват, плачат по-малко и са по тихи от останалите деца, които нямат синдром на Даун; по-често изплезват езика си навън)

## Ракови заболявания при хора със синдром на Даун
Засегнатите от синдрома страдат много по-често от левкемия в сравнение със здравите индивиди. Това е една от причините за намалената средна продължителност на живота при синдрома на Даун. И все пак, сърдечно-съдовите заболявания са най-честата причина за смърт при болните от този синндром.